# Yoma sabina
Yoma sabina là một loài bướm ngày thuộc họ Nymphalidae. Chúng được tìm thấy ở vùng Bắc Australasia và Đông Nam Á.
Sải cánh dài khoảng 7 cm.
Ấu trùng ăn các loài thực vật Dipteracanthus bracteatus và Ruellia.

## Phân loài
- Yoma sabina sabina.
- Yoma sabina atomaria
- Yoma sabina javana
- Yoma sabina parva (Butler, 1876)
- Yoma sabinaen vasuki Doherty, [1886]

## Hình ảnh

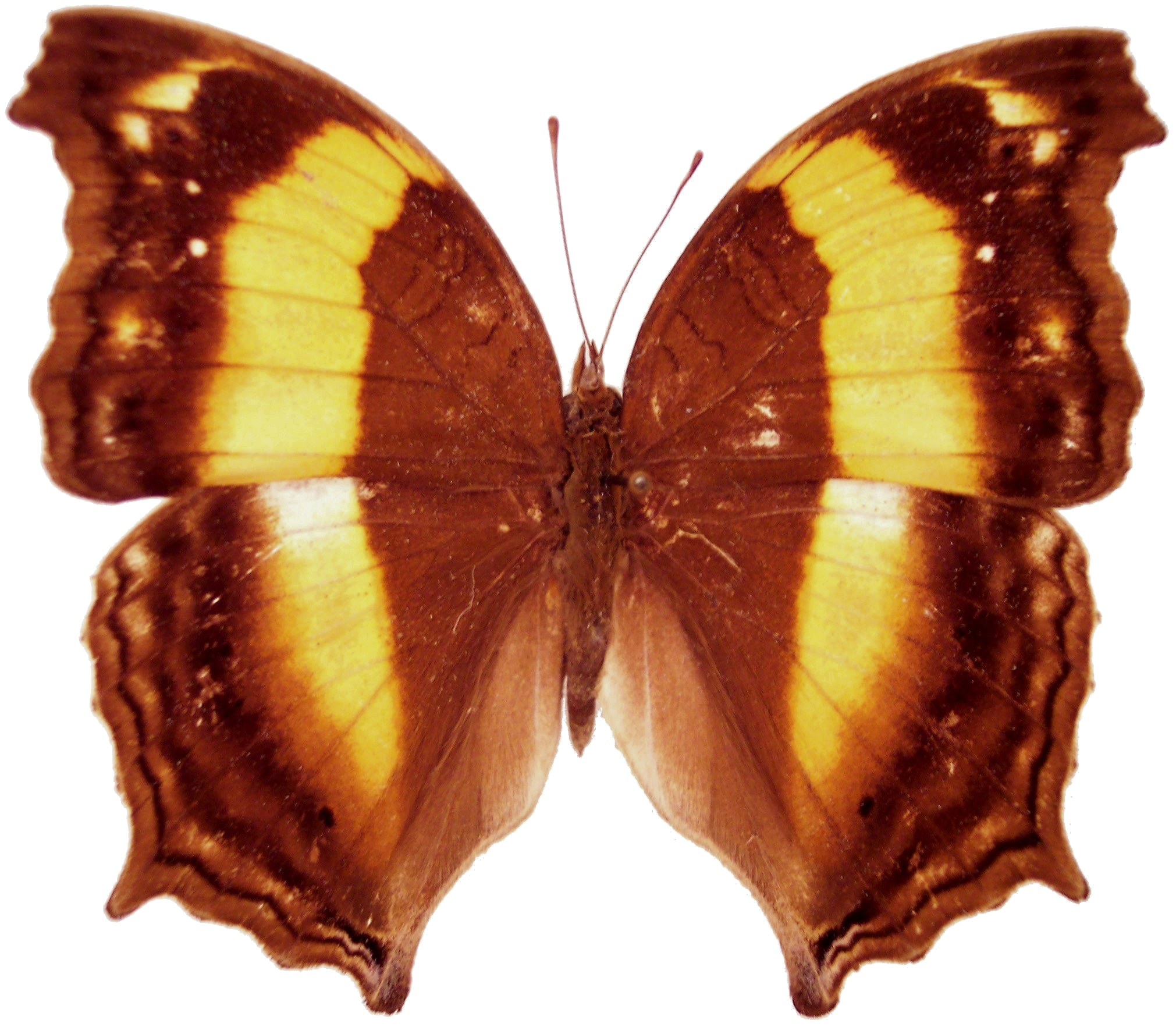
Yoma sabina vasuki ở Đài Loan